# Санзяповська сільська рада
Санзя́повська сільська рада (рос. Санзяповский сельский совет) — муніципальне утворення у складі Кугарчинського району Башкортостану, Росія. Адміністративний центр — село Верхньосанзяпово.

## Населення
Населення — 255 осіб (2019, 398 в 2010, 482 в 2002).

## Склад
До складу поселення входять такі населені пункти:
| Населений пункт        | Населення, осіб (2002) | Населення, осіб (2010) |
| ---------------------- | ---------------------- | ---------------------- |
| Верхньосанзяпово, село | 286                    | 234                    |
| Каскіново, присілок    | 196                    | 164                    |